# Lucio Saggioro
Lucio Saggioro (San Salvaro, Urbana, Padua, Véneto, Italia, 1970) es un monje capuchino italiano. Fue el capellán y rector del santuario de Guadalupe, en Fuenterrabía, España.

## Biografía

### Infancia y educación
Nació en San Salvaro de Urbana (provincia de Padua), en el Véneto. En su juventud, mientras jugaba al fútbol y participaba en grupos de teatro, conoció a un fraile franciscano e Ingresó en la orden franciscana. 

### Formación académica
Este fraile franciscano realizó el doctorado en Teología Pastoral en la Universidad Lateranense de Roma. Desde 2009 es fraile itinerante, y desde entonces ha participado en diversas experiencias misioneras en países tan distintos entre sí como Angola, Australia, Brasil, China, Estados Unidos, India, Irlanda del Norte o Palestina.
Habla ocho lenguas: véneto -que es su lengua materna-, italiano, francés, inglés, castellano, portugués, catalán y euskera y es aficionado al atletismo. Ha participado en la «Sansilvestre» de San Sebastián (2016)
En octubre de 2010 comenzó su actividad pastoral en la parroquia de Nuestra Señora de Fátima, en Renteria. De allí pasó un año atendiendo parroquias en el Pirineo catalán. Y el 5 de agosto de 2013 llegó a Fuenterrabía, donde es el capellán del santuario de Guadalupe.
Dedica entre cuatro y cinco horas a la oración. Dedica los meses de enero y febrero de cada año a visitar la comunidad cristiana de Sao Paulo.

### Publicaciones
Ha escrito varios libros sobre Francisco de Asís y la experiencia religiosa.

### Videos
- Filosofando con... Lucio Saggioro para Siglantana Editorial
- Entrevista a Lutxo Saggioro, para el programa Herri People ETB1
- Celebración eucarística, 6ª día de la Novena en honor de la Virgen de Guadalupe (Fuenterrabía)
- El viaje de Lutxo